# Bund für freie Schulgemeinden
Der Bund für freie Schulgemeinden war eine Gründung des Reformpädagogen Gustav Wyneken und war beeinflusst von der frühen Jugendbewegung und der Lebensreformbewegung.

## Geschichte
Der Bund für freie Schulgemeinden wurde 1910 von Gustav Wyneken als Dachverband gegründet, nachdem dieser sich in der 1906 von ihm gegründeten Freie Schulgemeinde Wickersdorf mit anderen überworfen hatte und ihm seitens des Ministeriums gekündigt wurde.
Der Dachverband war Gründungsmitglied der Freideutschen Jugend und im Oktober 1913 Mitausrichter des Ersten Freideutschen Jugendtages auf dem Hohen Meißner.
In der Verbandszeitschrift Die freie Schulgemeinde, die seit 1910 erschien, setzt sich Wyneken auch mit der Wandervogelbewegung auseinander und versuchte diese für seine Reformideen zu begeistern. So hieß es dort im Jahr des Ersten Freideutschen Jugendtages:

„Es ist recht und gut, ja eine notwendige Tat, wenn der Wandervogel der Jugend sozusagen die Schule abgewöhnt, ihr abgewöhnt, in der Schule ihre Welt zu sehen, aber es ist nicht das letzte Ziel. […] Die andere Hälfte der Jugendemanzipation besteht in der Neugestaltung der Schule zur eigentlichen Stätte des Jugendlebens und der Jugendkultur. […] Es mag den Vertretern des Wandervogels vielleicht kühn erscheinen, wenn wir unsere kleine Schule und unseren wenige hundert Köpfe zählenden Bund ihrer großen Bewegung mit ihren Tausenden von Anhängern koordinieren. Aber ganz abgesehen von der Sympathie der Vielen rings im Lande, die auch wir uns erworben haben, glauben wir doch durch die Gedankenarbeit, die unser Schulsystem verkörpert und die bei uns nicht stille steht, so viel für die Jugend geleistet zu haben, daß es für sie Zeit wird, sich nach uns umzusehen.“

## Publikationen
Der Bund für freie Schulgemeinden gab von 1910 bis 1921 die Monatszeitschrift Die Freie Schulgemeinde. Blatt des Bundes für Freie Schulgemeinden heraus, die bei Diederichs in Jena verlegt wurde.

## Bekannte Mitglieder
- Gustav Wyneken, Reformpädagoge